# Villa Votanidi
Villa Votanidi si trova a Borgo San Lorenzo, su una collina a sud poco prima del borgo di Sagginale.

## Storia e descrizione
La villa venne costruita nel 1900 dai Martini Bernardi, proprietari anche della vicina Villa di Rabatta, come residenza di piacere, sulla sommità di un colle dalla spettacolare vista.
Vi visse Mila Martini Bernardi Niccolini, pittrice amica di Pietro Annigoni, della quale rimane ancora oggi lo studio. Circondata dal bosco, è oggi una struttura ricettiva.